# Arado Ar 64
L'Arado Ar 64 era un monomotore da caccia biplano prodotto dall'azienda tedesca Arado Flugzeugwerke GmbH tra i tardi anni venti e i primi anni trenta.
Considerato il primo caccia adottato dalla Deutsche Verkehrsfliegerschule, ente di formazione al volo paramilitare in previsione della rifondazione dell'aeronautica militare tedesca, la futura Luftwaffe, venne sviluppato sulla base dei precedenti Arado SD II ed SD III rimasti allo stadio di prototipo ed utilizzati fino alla metà degli anni trenta come aereo da addestramento alla caccia.

## Storia del progetto
Il progetto dell'Ar 64 venne sviluppato in risposta di una specifica emessa per la fornitura di un nuovo velivolo da caccia in grado di sostituire l'oramai obsoleto Fokker D.XIII. L'Arado decise di sfruttare l'esperienza acquisita con i precedenti SD II e SD III affidando nuovamente il progetto al suo capo disegnatore Walter Rethel che disegnò un velivolo biplano dall'aspetto convenzionale. Ne venne prevista la costruzione iniziale di tre prototipi che differivano sostanzialmente per la motorizzazione adottata, un motore radiale raffreddato ad aria ed un motore V12 raffreddato a liquido.
Il primo prototipo, l'Ar 64a a motore radiale, venne portato in volo per la prima volta nel corso del 1930 offrendo risultati soddisfacenti ed in linea a quanto richiesto. Seguirono, nel 1931, i voli dei successivi Ar 64b equipaggiati con un BMW VI 6,3 12 cilindri a V di 90° e che, pur non essendo adottati per la versione di serie, servirono da base per lo sviluppo del successivo Ar 65.
La costruzione dei velivoli avvenne principalmente nello stabilimento di Warnemünde e si interruppe dopo aver prodotto un totale di 34 esemplari più i tre prototipi, 12 dei quali realizzati negli stabilimenti della Focke-Wulf Flugzeugwerke.

## Impiego operativo
Gli esemplari vennero inizialmente assegnati alla Deutsche Verkehrsfliegerschule che li impiegò, sotto copertura, nella formazione di nuovi piloti da assegnare all'aviazione civile. Dopo l'avvento al potere del Partito Nazionalsocialista Operaio Tedesco (NSDAP) le attività di formazione persero gradatamente la connotazione di facciata e si concretizzarono nelle loro iniziali intenzioni con l'istituzione delle scuole di volo militari della Luftwaffe. La carriera operativa del modello terminò con alcuni esemplari, già utilizzati nella DVS, assegnati alla Jagdfliegerschule Schleißheim (Jagdfliegerschule 2) dove operarono tra il 1934 ed il 1935.

## Versioni
Ar 64a
prototipo, motorizzato con il radiale Siemens Jupiter VIu da 530 PS (390 kW). Venne portato in volo per la prima volta nel 1931.
Ar 64b
prototipo, simile al 64a ma equipaggiato con un BMW VI 6,3 12 cilindri a V di 90° raffreddato a liquido, realizzato in due esemplari.
Ar 64c
versione di preproduzione, simile al 65a ma con differenze strutturali minori.
Ar 64d
modello di produzione di serie.
Ar 64e
versione simile al 65d ma con motore Jupiter privo di riduzione.

## Utilizzatori
Germania
- Deutsche Verkehrsfliegerschule

operò con circa 20 esemplari.
 Germania
- Luftwaffe

alcuni esemplari già utilizzati nella DVS vennero assegnati alla Jagdfliegerschule Schleißheim (Jagdfliegerschule 2) dove operarono tra il 1934 ed il 1935.